# Roxane Dambre
 (décembre 2022).
- Si vous ne connaissez pas le sujet, laissez ce bandeau (vous pouvez alors contacter les auteurs).
- Si vous supprimez le contenu mis en cause (vous pouvez préalablement contacter les auteurs),

argumentez précisément cette suppression dans la page de discussion
(un manque de référence n'est pas un argument ; une recherche réelle de référence doit avoir été effectuée, être formellement documentée).
 (décembre 2018).
Roxane Dambre alias Roxane Malone est une romancière française, née en 1987, publiée aux éditions de l'épée, au Livre de Poche et aux éditions Calmann-Lévy.
Entre sagas fantastiques et comédies romantiques, ses textes ont toujours en commun des situations contemporaines et l'humour y occupe une place importante.

## Biographie
Originaire de la région parisienne, Roxane Dambre étudie la maïeutique avant de poursuivre des études d'ingénieur à l'Université de technologie de Compiègne, puis s'installe à Angers.
Entre 2010 et 2012, elle publie une vingtaine de nouvelles dans les fanzines, webzines et autres magazines sous le pseudonyme Blanche Saint-Roch. La plupart de ces supports n'existant plus aujourd'hui, les nouvelles ont été auto-publiées par Roxane Dambre afin de les rendre accessibles à tous.
Fin 2012, son premier roman Animae sort aux éditions de l'épée, en numérique. Devant le succès du roman, Livre de Poche le publie au format papier en 2014, et il est traduit aux États-Unis en 2015. L'histoire se répète avec la saga Scorpi, qui commence sa vie en format numérique (2015), avant d'être publié chez Calmann-Lévy (2016), puis chez Livre de Poche (2018).

## Thèmes des romans
Les romans fantastiques de Roxane Dambre tournent autour de la revisite des mythes classiques,.
Ainsi, la saga Animae reprend le mythe du loup-garou pour le décliner sous deux formes d'humains capables de se transformer en animaux. D'un côté, les Daïerwolfs, parfaitement conscients de leurs métamorphoses, qu'ils maîtrisent, et de l'autre, les Chalcrocs, des loups-garous au sens plus commun, qui se transforment à la pleine lune et perdent leur conscience humaine l'espace d'une nuit pour dévorer tout ce qui leur tombe sous la main. La série suit les aventures de la jeune Lou, une Daïerwolf dont la forme fétiche est la panthère, qui infiltre les services secrets français sur ordre de son peuple, afin de surveiller de près les hautes instances. À l'image de son animal totem, Lou est très curieuse, aime la viande fraîche, ne rechigne pas devant la bagarre et adore qu'on la gratte derrière les oreilles. Fait notable : même sous forme humaine, elle ronronne lorsqu'elle est heureuse.
La saga Scorpi, quant à elle, explore un bestiaire fantastique très large. L'histoire démarre du point de vue de Charlotte, une jeune comptable humaine, et bascule peu à peu dans le fantastique lorsqu'un petit garçon, Élias, débarque dans sa vie. Lui et toute sa famille sont des créatures de l'ombre, des créatures qui protègent les derniers êtres magiques vivant sur terre (lutins, elfes, fées, trolls, naïades, sirènes, léviathans...).
L'humour est omniprésent dans ces romans, basé bien souvent sur le décalage entre la vision du monde des personnages humains et celle, totalement différente et décalée, des personnages non-humains (exemple : Élias, élevé au sein d'une famille de tueurs à gages, ne comprend pas pourquoi il ne pourrait pas assassiner les gens qui ennuient Charlotte, et passe son temps à lui demander si elle veut qu'il les tue).
Un karma (presque) parfait s'attaque, lui, au parcours du combattant chez Pôle Emploi. Dans une comédie romantique légère, Roxane Dambre raconte les déboires de Siloé, une jeune femme qui cherche à changer de travail.

## Publications

### sous le nom de Roxane Dambre
- Série Animae :

1. L'Esprit de Lou (2012)
2. La Trace du Coyote (2013)
3. Le Cauchemar du Chien (2013)
4. Le rire de la Hyène (2014)

- Série Scorpi :

1. Ceux qui marchent dans les ombres (2015)
2. Ceux qui vivent cachés (2015)
3. Ceux qui tombent les masques (2016)[7]
4. Les Origines (Hors-Série) (2016) - disponible exclusivement en numérique
5. Scorpi, un mariage fantastique (Hors-Série) (2022)

- Aurora (2017) - Sortie papier en décembre 2021
- Un Karma (presque) Parfait (illustration : Solène Debiès) (2018)
- Magda (2018) - Sortie papier en décembre 2021
- Série Signé Sixtine :

1. Derrière les étoiles (2018)
2. Les échos de l'au-delà (2019)
3. Le festival de l'Apocalypse (2020)

- Un appart de rêve (amoureux compris) (illustration : Solène Debiès) (2019), Calmann-Levy.
- Série Vivepierre :

1. Celle qui commande aux statues (2020)
2. Celle qui libère les captifs (2021)
3. Celle qui défend l'Atlantide (2021)

- Série Lignées de l'ombre :

1. Ceux qui protègent les fées (2022)
2. Ceux qui dévorent la magie (2023)
3. Ceux qui font tomber les rois (2023)

### sous le nom de Roxane Malone
- Comme une déesse (2021)[8],[9],[10]
- Manoir [hanté] à vendre (2021)

## Distinctions
- 2015 : Le Prix de la Plume d’Or (catégorie nouvelle Plume) pour la saga Animae[11].
- 2015 : Le Prix des Lecteurs de la Librairie l’Antre-Monde, pour la saga Animae.
- 2017 : Le Grand prix de l’Imaginaire, section « Roman jeunesse francophone », pour la saga Scorpi[12].
- 2017 : Le Prix de la Plume d’Or 2017 (catégorie Plume Imaginaire), pour la saga Scorpi[13].
- 2017 : La Nomination au Prix des Imaginales (catégorie Jeunesse), pour la saga Scorpi.
- 2018 : Le Prix de la Ville aux Livres, pour Un Karma (presque) Parfait.
- 2022 : Nomination du roman Scorpi parmi les 50 finalistes de l'émission Le Livre favori des Français de France Télévisions[14]